# Corsomyza bipustulata
Corsomyza bipustulata är en tvåvingeart som beskrevs av Mario Bezzi 1924. Corsomyza bipustulata ingår i släktet Corsomyza och familjen svävflugor. Inga underarter finns listade i Catalogue of Life.